# Pojazd kołowy

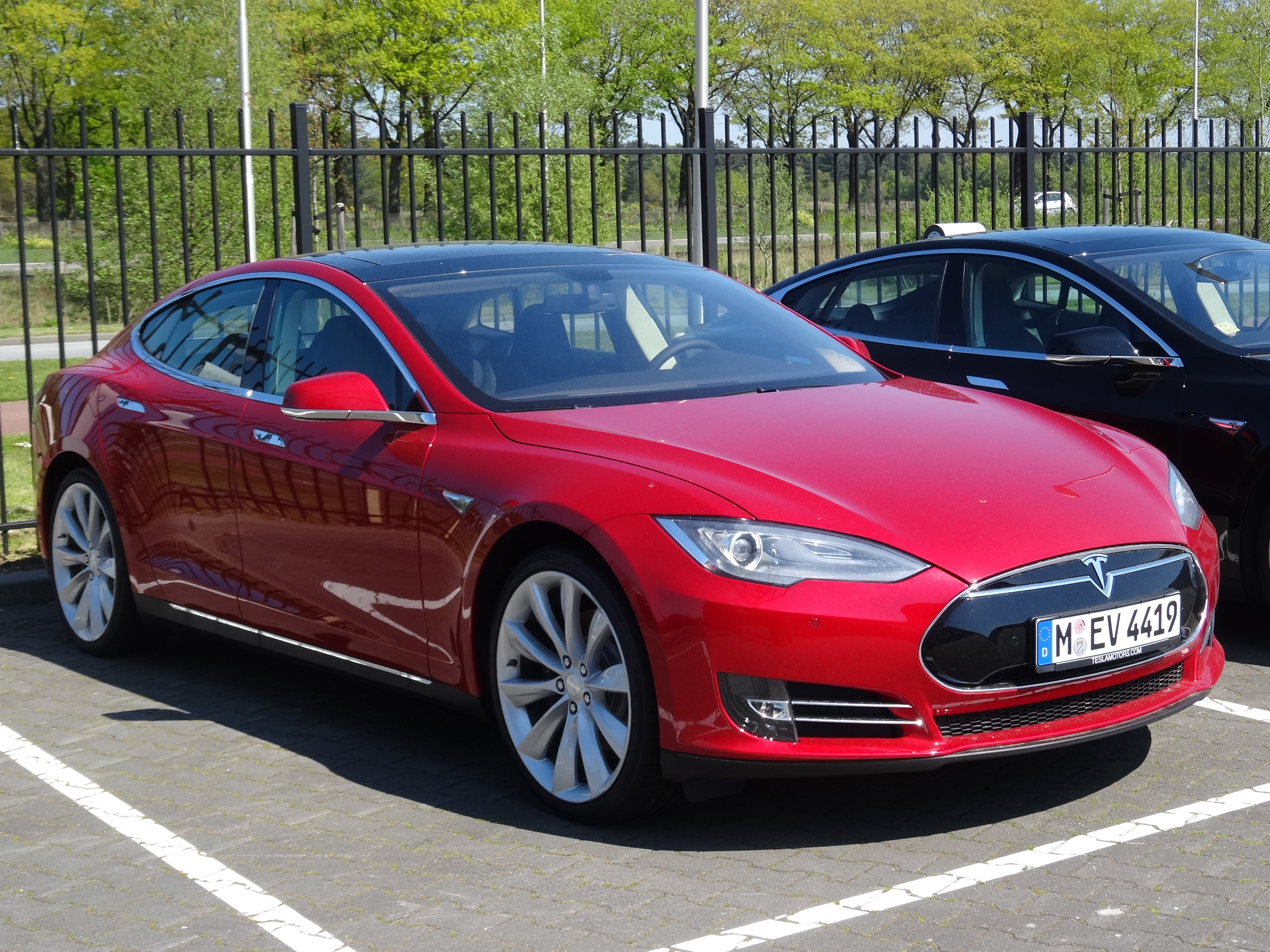
Samochód elektryczny.

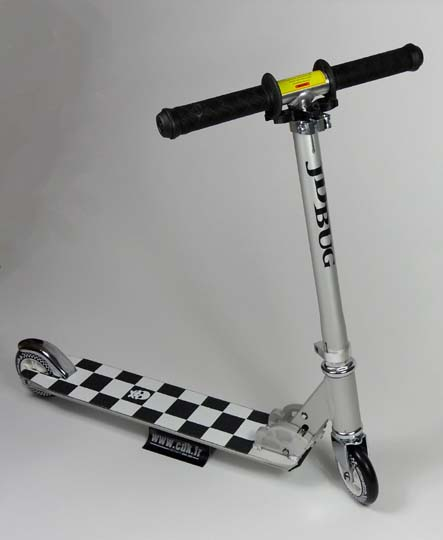
Hulajnoga.

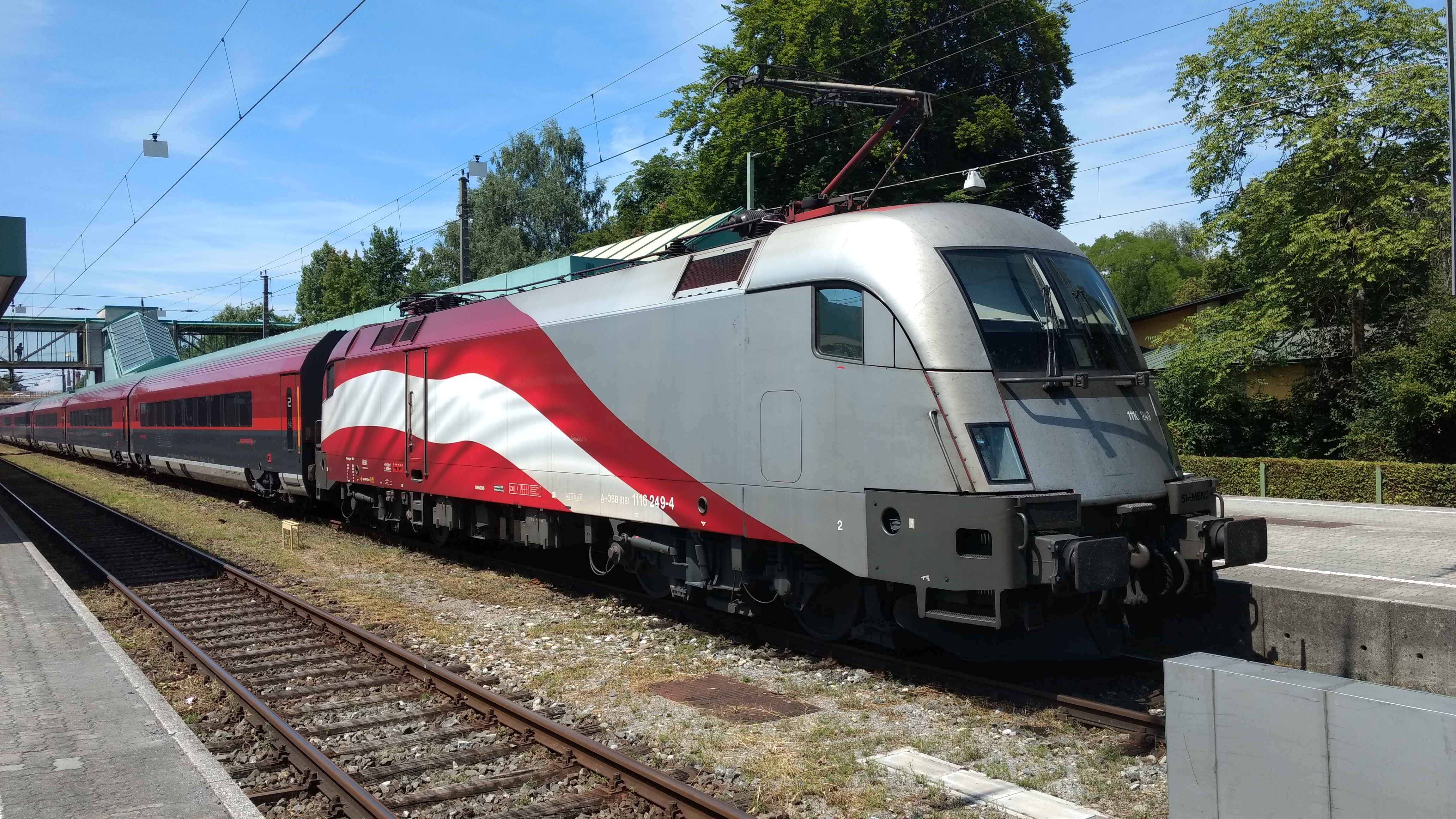
Elektrowóz Baureihe 1116 kolei austriackich.

Pojazd kołowy – urządzenie służące do transportu lądowego, poruszające się na kołach. Są to np.: samochód osobowy, samochód ciężarowy, riksza, rower, hulajnoga, deskorolka, łyżworolki, motorower, skuter, motocykl, ciągnik rolniczy/traktor, autobus, wózek inwalidzki, kombajn oraz pojazdy szynowe.